# Aubeville
Aubeville est une ancienne commune du Sud-Ouest de la France, située dans le département de la Charente, en région Nouvelle-Aquitaine.
Depuis le 1er janvier 2016, elle est devenue une commune déléguée de la commune nouvelle de Val des Vignes.
Ses habitants sont appelés les Aubevillois et les Aubevilloises.

## Géographie

### Localisation et accès
Aubeville est une commune située à 22 km au sud-ouest d'Angoulême et 4 km au nord-ouest de Blanzac-Porcheresse, chef-lieu de son canton. Elle est à 11 km à l'est de Barbezieux, 11 km au sud-ouest de Roullet-Saint-Estèphe, et 5 km au sud de Jurignac où passe la RN 10 entre Bordeaux et Angoulême.
La commune est principalement desservie par la D 10, route de Montmoreau-Saint-Cybard à Cognac par Blanzac, Jurignac et Châteauneuf-sur-Charente, et qui passe à 1 km au nord-est du bourg.
Le bourg est desservi par la D 124, qui rejoint la D 129 à l'ouest qui longe le Né, et qui va vers Mainfonds à l'est.
Les gares d'Angoulême, de Châteauneuf-sur-Charente (TER Angoulême-Cognac-Saintes-Royan) ou de Montmoreau (TER Angoulême-Bordeaux) sont distantes de 10 à 20 km.

### Hameaux et lieux-dits
Le bourg ne comporte que l'église et quelques maisons, et la mairie annexe est située 1 km à l'est, sur la D 10.
Le hameau des Ouvrards, situé au nord du bourg, est à peine plus petit que lui.
La commune comporte aussi de nombreuses fermes et lieux-dits, comme la Dourville, le Maine Vignard, Préfauché, Ruiné, Pommeret, les Grands et Petits Guérinauds, chez Bertaud, le Bois Chadenne, Puyloup, etc.

### Communes limitrophes
| Étriac, Jurignac (Val des Vignes) | Mainfonds (Val des Vignes) | Champagne-Vigny     |
|                                   | Aubeville                  | Blanzac-Porcheresse |
|                                   | Péreuil (Val des Vignes)   |                     |

### Géologie et relief

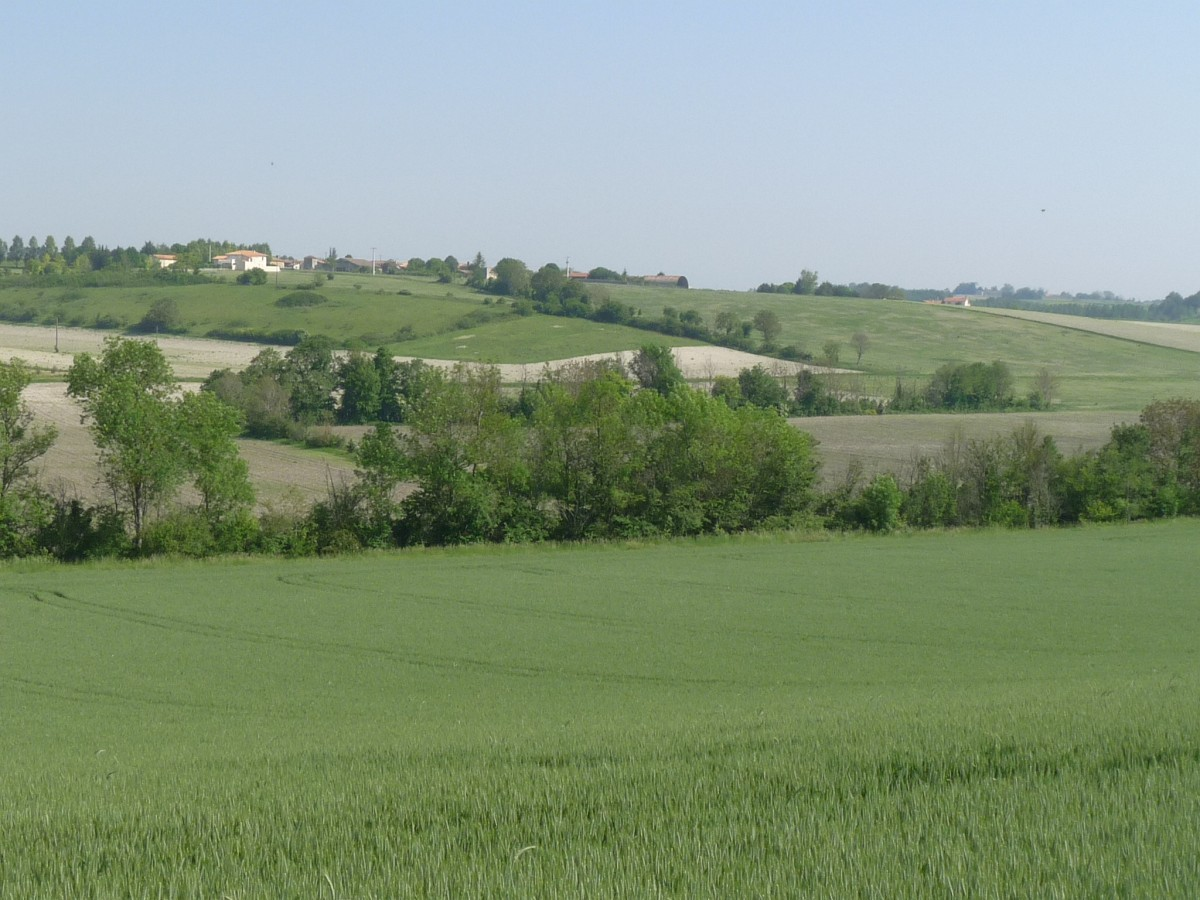
La vallée de l'Écly, à l'ouest.

La commune est située dans les coteaux calcaires du Bassin aquitain datant du Crétacé supérieur, comme toute la moitié sud du département de la Charente.
On trouve le Campanien, calcaire crayeux, sur toute la surface communale,,.
Le relief de la commune est celui d'un plateau descendant doucement vers l'ouest, creusé par deux vallées. Le point culminant de la commune est à une altitude de 153 m, situé à l'extrémité sud-est en haut de Blanzac. Le point le plus bas est à 51 m, situé sur la limite occidentale le long de l'Écly et du Ruiné. Le bourg est à 85 m d'altitude.

### Hydrographie

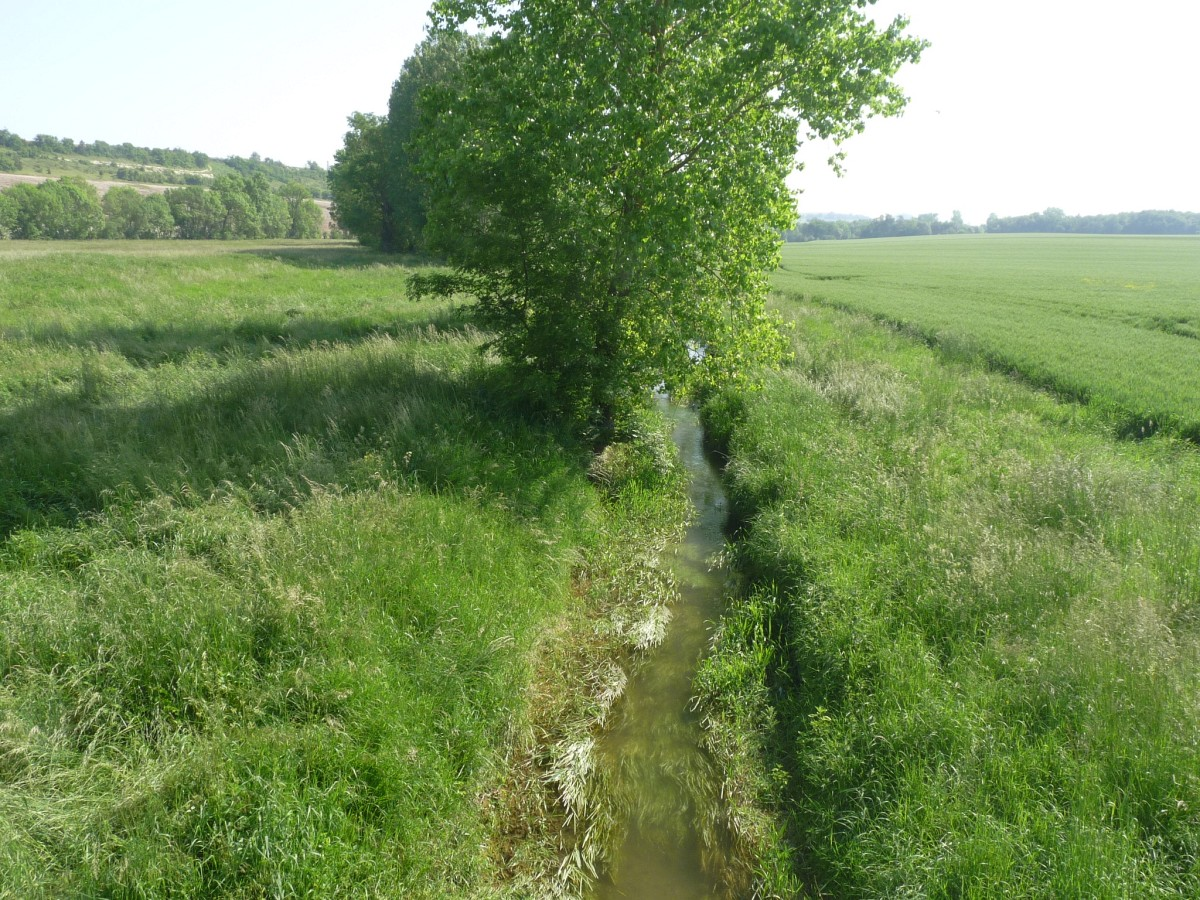
L'Écly en limite d'Étriac

Le Né, affluent de la Charente passe juste à l'ouest du territoire communal. Celui-ci est traversé par le Ruiné, ruisseau qui prend sa source dans la commune de Blanzac, passe au pied du hameau éponyme, et traverse toute la commune d'est en ouest en passant au pied du bourg, avant de se jeter dans le Né. Au pied du hameau de Ruiné, on trouve aussi la fontaine Planet et d'autres sources qui alimentent le ruisseau de Ruiné et un lavoir.
L'Écly, autre affluent en rive droite du Né, fait la limite nord de la commune. Un ruisseau intermittent, naissant à la fontaine de Chez Joumier, disparaît avant d'atteindre l'Écly.

### Climat
Comme dans les trois quarts sud et ouest du département, le climat est océanique aquitain.

## Toponymie
Les formes anciennes sont Oubouvilla, Bovisvilla au XIIIe siècle.
Le nom serait issu de Hucbolda villa, domaine d'Hucbold, nom franc,.

## Histoire
Les registres de l'état civil remontent à 1586.
Dans le nord de la commune, le château de la Dourville était un fief dépendant de la baronnie de Blanzac, et qui appartenait au XVIe siècle à la famille Journaud, originaire de Saint-Genis-de-Blanzac. Lors de la révolte de la gabelle en 1548, le propriétaire de la Dourville, Laurent Journaud, ancien maire d'Angoulême, fut chargé par les insurgés d'aller trouver le roi François Ier au Piémont, afin de porter leurs doléances. Pendant son absence, ils mirent à mort un malheureux métayer de ses terres.
À l'époque de la Révolution, le fief de la Dourville était la propriété de messire Vignaud du Dognon.

## Administration
| Période                                  | Période       | Identité      | Étiquette      | Qualité     |
| ---------------------------------------- | ------------- | ------------- | -------------- | ----------- |
| Les données manquantes sont à compléter. |               |               |                |             |
| juin 1995                                | décembre 2015 | Lionel Monnet | MoDem puis UDI | Viticulteur |

## Population et société

### Démographie
L'évolution du nombre d'habitants est connue à travers les recensements de la population effectués dans la commune depuis 1793. À partir du 1er janvier 2009, les populations légales des communes sont publiées annuellement dans le cadre d'un recensement qui repose désormais sur une collecte d'information annuelle, concernant successivement tous les territoires communaux au cours d'une période de cinq ans. 
Pour les communes de moins de 10 000 habitants, une enquête de recensement portant sur toute la population est réalisée tous les cinq ans, les populations légales des années intermédiaires étant quant à elles estimées par interpolation ou extrapolation. Pour la commune, le premier recensement exhaustif entrant dans le cadre du nouveau dispositif a été réalisé en 2005,.
En 2013, la commune comptait 150 habitants, en évolution de +5,63 % par rapport à 2008 (Charente : +0,65 %, France hors Mayotte : +2,49 %).
| 1793 | 1800 | 1806 | 1821 | 1831 | 1841 | 1846 | 1851 | 1856 |
| ---- | ---- | ---- | ---- | ---- | ---- | ---- | ---- | ---- |
| 431  | 340  | 399  | 462  | 464  | 439  | 431  | 418  | 383  |

| 1861 | 1866 | 1872 | 1876 | 1881 | 1886 | 1891 | 1896 | 1901 |
| ---- | ---- | ---- | ---- | ---- | ---- | ---- | ---- | ---- |
| 403  | 383  | 341  | 325  | 301  | 281  | 253  | 252  | 253  |

| 1906 | 1911 | 1921 | 1926 | 1931 | 1936 | 1946 | 1954 | 1962 |
| ---- | ---- | ---- | ---- | ---- | ---- | ---- | ---- | ---- |
| 275  | 264  | 220  | 266  | 256  | 234  | 227  | 204  | 198  |

| 1968 | 1975 | 1982 | 1990 | 1999 | 2005 | 2010 | 2013 | - |
| ---- | ---- | ---- | ---- | ---- | ---- | ---- | ---- | - |
| 195  | 153  | 139  | 130  | 142  | 144  | 150  | 150  | - |

### Pyramide des âges
| Hommes | Classe d’âge | Femmes |
| ------ | ------------ | ------ |
| 0,0    | 90 ans ou +  | 0,0    |
| 10,1   | 75 à 89 ans  | 14,7   |
| 23,2   | 60 à 74 ans  | 21,3   |
| 23,2   | 45 à 59 ans  | 22,7   |
| 18,8   | 30 à 44 ans  | 16,0   |
| 8,7    | 15 à 29 ans  | 9,3    |
| 15,9   | 0 à 14 ans   | 16,0   |

| Hommes | Classe d’âge | Femmes |
| ------ | ------------ | ------ |
| 0,5    | 90 ans ou +  | 1,6    |
| 8,2    | 75 à 89 ans  | 11,8   |
| 15,2   | 60 à 74 ans  | 15,8   |
| 22,3   | 45 à 59 ans  | 21,5   |
| 20,0   | 30 à 44 ans  | 19,2   |
| 16,7   | 15 à 29 ans  | 14,7   |
| 17,1   | 0 à 14 ans   | 15,4   |

## Économie

### Agriculture
La viticulture occupe une partie de l'activité agricole. La commune est située dans les Fins Bois, dans la zone d'appellation d'origine contrôlée du cognac.

## Lieux et monuments

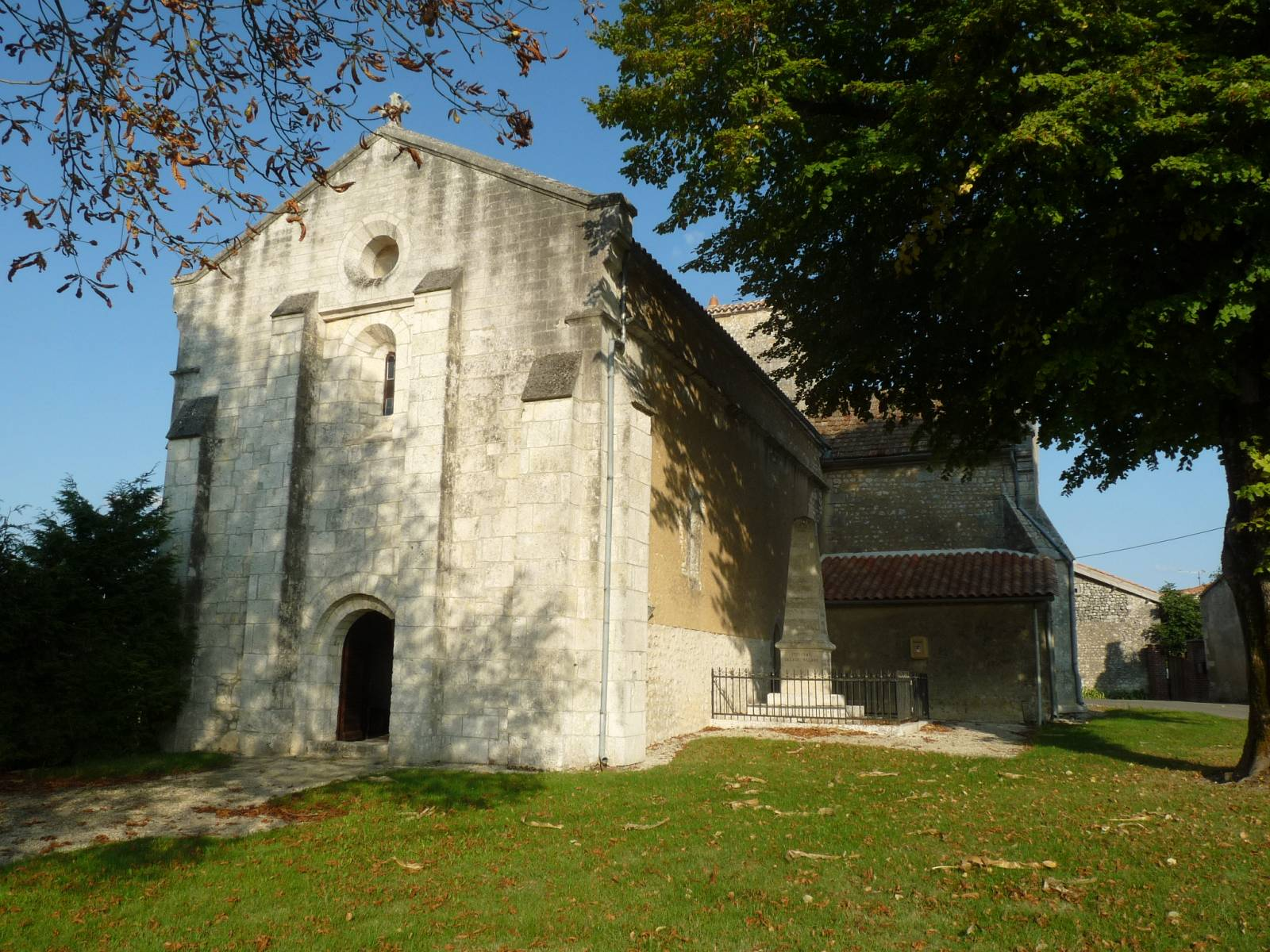
L'église Saint-Cybard d'Aubeville.

L'église paroissiale romane Saint-Cybard date du XIIe siècle. C'était un ancien prieuré fondé par l'abbaye Saint-Cybard d'Angoulême. Au départ simple rectangle avec abside semi-circulaire, deux croisillons lui ont été ajoutés au XVe siècle lui donnant sa forme de croix latine; le chevet plat date aussi de cette époque. Elle a été restaurée à la fin du XIXe siècle. Une cloche lui a été ajoutée en 1817.